# Беренцен, Ким
Ким Беренцен (дат. Kim Bærentzen; 8 ноября 1905, Копенгаген — 18 июня 1999, Гентофте, Копенгаген) — датский фехтовальщик. Участник летних Олимпийских игр 1928 и 1936 годов.

## Биография
Ким Беренцен родился 8 ноября 1905 года в датском городе Копенгаген.
Выступал в соревнованиях по фехтованию за копенгагенский «Трекантен» и Копенгагенский фехтовальный клуб.
В 1928 году вошёл в состав сборной Дании на летних Олимпийских играх в Амстердаме. В личном турнире рапиристов занял 4-е место в четвертьфинальной группе, победив Якоба Бергсланна из Норвегии — 5:2, Торвальда Аппельрота из Финляндии — 5:4 и Георге Каранфила из Румынии — 5:4, проиграв Филиппу Катьо из Франции — 0:5, Курту Эттингеру из Австрии — 4:5 и Раймону Брю из Бельгии — 1:5. В командном турнире рапиристов сборная Дании, за которую также выступали Иван Осиер, Йенс Оле Бертельсен и Торольф Прем, в четвертьфинальной группе заняла 2-е место, победив Германию — 9:7 и Румынию — 11:5 и уступив Франции — 4:12, в полуфинальной группе заняла последнее 3-е место после поражений от Италии — 4:12 и Венгрии — 6:10.
В 1936 году вошёл в состав сборной Дании на летних Олимпийских играх в Берлине. В командном турнире рапиристов сборная Дании, за которую также выступали Эрик Хаммер Сёренсен, Оге Лейдерсдорф, Каспар Шрёдер и Свенн Якобсен, заняла в четвертьфинальной группе последнее, 3-е место, проиграв Аргентине — 2:14 и Чехословакии — 3:13. Также был заявлен в командном турнире шпажистов, но не вышел на старт.
Умер 18 июня 1999 года в датском городе Гентофте.

## Семья
Отец — Отто Беренцен (1868—1943), датский фехтовальщик и предприниматель. Участник летних Олимпийских игр 1920 и 1928 годов.
Мать — Анна Бертина Беренцен (1868—1915).
Младшая сестра — Марго Беренцен (1907—1983), датская фехтовальщица. Участница летних Олимпийских игр 1928 года.